# Брюссельський міжнародний кінофестиваль фантастичних фільмів
«Брюссельський міжнародний фестиваль фільмів у жанрі фентезі, наукової фантастики та трилерів» (англ. Brussels International Festival of Fantasy, Science-Fiction and Thriller Films, BIFFF) (фр. Festival International du Film Fantastique, de Science-Fiction et Thriller de Bruxelles) — один з найпопулярніших європейських жанрових кінофестивалів, який щорічно у березні проходить у Брюсселі, Бельгія.

## Історія
Заснований 1983 року Анні і Фредді Боццо, Джіджі Етьєн, Жоржем і Гі Дельмот. На першому фестивалі було показано 60 фільмів, які переглянули 30 000 глядачів. З 2005 року кількість глядачів зросла до 60 000 осіб.
З 1991 року до програми фестивалю додалися також фільми у жанрі трилера.
З 1991 року в рамках фестивалю проходить міжнародний конкурс «бодіарту» (живопису фарбами на тілі).
Головний приз — «Золотий ворон», розроблений художником Жозефом Анріоном (Joseph Henrion).

## Лауреати премії «Золотий ворон»
- 1983 рік — «Дике полювання короля Стаха», СРСР, 1979, режисер Валерій Рубінчик
- 1984 рік — «Кошмари» (Nightmares), 1983, режисер Джозеф Сарджент
- 1985 рік — «Втеча від сну» (Dreamscape), 1984, режисер Джозеф Рубен
- 1986 рік — «Маленький вогонь» (Piccoli fuochi), Італія, 1985, режисер Петер дель Монте
- 1987 рік — «Радіоактивні мрії» (Radioactive Dreams), США, 1985, режисер Альберт П'юн
- 1988 рік — «Біль» (Angustia), Іспанія, 1987, режисер Бігас Луна
- 1989 рік — «Паперовий будинок» (Paperhouse), Велика Британія, 1988
- 1990 рік — «Ванна» (La Banyera) (1989), режисер Хесус Гарай
- 1991 рік — «Мрії, що випарувалася, не скоро побачиш» (Tobu yume wo shibaraku minai), 1990, режисер Ейдзі Сугава
- 1992 рік — «Біг у часі» (Timescape aka Grand Tour: Disaster in Time), США, 1992, режисер Девід Туї
- 1993 рік — «Армія пітьми» (Army of Darkness), 1992, режисер Сем Реймі
- 1994 рік — «Шахраї» (Frauds), Австралія, 1993, режисер Стефан Елліот
- 1995 рік — «Акумулятор 1» (Akumulátor 1), Чехословаччина, 1994, режисер Ян Шверак
- 1996 рік — «День звіра» (Día de la bestia, El), 1995, режисер Алекс де ла Іглесіа
- 1997 рік — «Зворотний бік Місяця» (Luna e l'altra), Італія, 1996, режисер Мауріціо Нікетто
- 1998 рік — «Лугові собачки» (Lawn Dogs), Велика Британія, 1997, режисер Джон Дайган[en]
- 1999 рік — «Дзвінок» (Ringu), Японія 1998, режисер Хідео Наката
- 2000 рік — «Без імені» (Lost sin nombre), Іспанія, 1999, режисер Хаум Балагер
- 2001 рік — «Острів» (Seom), 2000, режисер Кім Кі-Дук
- 2002 рік — «Пси-воїни» (Dog Soldiers), Велика Британія, Люксембург, 2002, режисер Ніл Маршал
- 2003 рік — «Кодер» (Cypher), 2002, режисер Наталі Вінченцо
- 2004 рік — «Врятувати зелену планету!» (Jigureul jikyeora!), Південна Корея, 2003, режисер Чан Чжун Хеан
- 2005 рік — «Маребіто» (Marebito), 2004, режисер Таксані Сімідзу
- 2006 рік — «Адамова яблука» (Adams æbler), Данія, ФРН, 2005, режисер Андерс Томас Єнсен
- 2007 рік — «Господар» (Вторгнення динозавра) (The Host), Південна Корея, 2006, режисер Пон Джунхо
- 2008 рік — 13 Beloved, Таїланд, 2006, режисер Chookiat Sakveerakul
- 2009 рік — «Впусти мене» (швед. Låt den rätte komma in), Швеція, 2008, режисер Томас Альфредсон
- 2010 рік — «Дитя пітьми» (англ. «Orphan», в оригіналі «Сирота»), США, 2009, режисер Жауме Кольєт-Серра
- 2011 рік — «Я бачив Диявола» (кор. 악마 를 보았다, латиніз. Akmareul boatda), Південна Корея, 2010, режисер Кім Чжі Ун
- 2012 рік — «Екстрасенс» (англ. The Awakening), Велика Британія, режисер Нік Морфі
- 2013 рік — «Примарний випускний» (ісп. Promoción fantasma), Іспанія, режисер Хав'єр Руїс Кальдера
- 2014 рік — «Відьми з Сугаррамурді» (Las brujas de Zugarramurdi), Іспанія, режисер Алекс де ла Іглесіа
- 2015 рік — «Франкенштейн» (Frankenstein), США, режисер Бернард Роуз
- 2016 рік — «Я герой» (яп. アイアムアヒーロー), Японія, режисер Сінсуке Сато
- 2017 рік — «Дивись на всі боки» (англ. Better Watch Out), Австралія, США, режисер Кріс Пековер